# Ферплеј (Колорадо)
Ферплеј (енгл. Fairplay) град је у америчкој савезној држави Колорадо.

## Демографија
По попису из 2010. године број становника је 679, што је 69 (11,3%) становника више него 2000. године.
| Група             | 2000.       | 2010.       |
| Белци             | 551 (90,3%) | 607 (89,4%) |
| Афроамериканци    | 8 (1,3%)    | 5 (0,7%)    |
| Азијати           | 2 (0,3%)    | 3 (0,4%)    |
| Хиспаноамериканци | 30 (4,9%)   | 41 (6,0%)   |
| Укупно            | 610         | 679         |